# Malmö
Malmö ([ˈmalːmøː]ⓘ), en el tradicional español Malmoe, es una ciudad sueca ubicada en la región de Escania, en Götaland. Es la tercera ciudad más habitada de Suecia después de Estocolmo y Gotemburgo, así como la sexta más poblada en Escandinavia.
La historia de Malmö ha estado ligada a su cercanía con Dinamarca. La villa fue fundada en el siglo XII, cuando la zona pertenecía al reino de Dinamarca, y en la Edad Media fue un importante enclave comercial de la Liga Hanseática. Los daneses la mantuvieron bajo control hasta la conclusión de la segunda guerra sueco-danesa; la firma del Tratado de Roskilde en 1658 supuso que Suecia se anexionara Escania, aunque las disputas territoriales no cesaron hasta comienzos del siglo XVIII.
A partir de 1775 se convirtió en una de las ciudades más industrializadas de Escandinavia gracias a la apertura del puerto, a las exportaciones y a los astilleros navales, lo que a su vez llevó consigo un rápido desarrollo demográfico y la construcción de nuevos barrios. Sin embargo, muchas de esas empresas cerraron durante la crisis económica de 1973 y Malmö tuvo problemas para adaptarse a una sociedad postindustrial. A partir de la década de 1990, se ha apostado por un modelo basado en la investigación y desarrollo, la apertura de centros educativos como la Escuela Superior, y la inauguración del puente de Øresund que conecta a la urbe con Copenhague (Dinamarca) por carretera y tren.
Malmö es una de las localidades suecas con más porcentaje de inmigrantes, así como una de las ciudades más jóvenes de Europa. En su padrón están representadas más de 170 nacionalidades.

## Toponimia
El topónimo Malmö es una contracción del primer nombre que tuvo la ciudad, Malmhauge, que puede significar «pila de grava» o «colina de mineral». En tiempos del Sacro Imperio Romano Germánico, los comerciantes alemanes de la Liga Hanseática llamaron al enclave Elbogen («el codo») por su forma y situación geográfica. Dicho nombre figura en el Civitates orbis terrarum, e incluso se acuñó una locución latina, Skånska Ancona, de escasa difusión. La denominación actual Malmö data del siglo XVII, cuando Suecia asumió el control de Escania.
La «ö» sueca y la «ø» danesa, son equivalentes, representan el sonido de vocal semicerrada anterior redondeada.

## Historia

### Edad Media

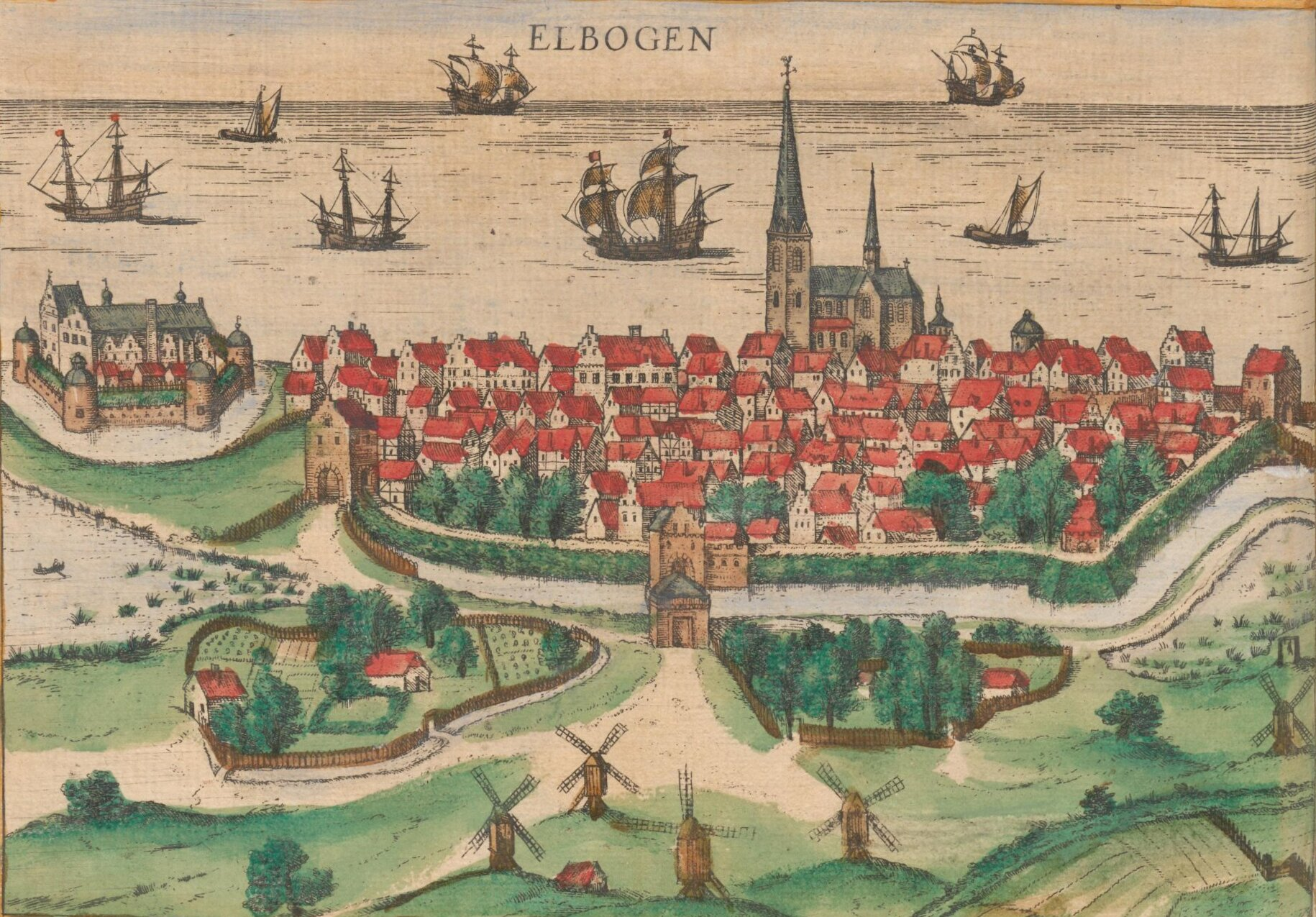
Ciudad fortificada de Malmö, según el Civitates orbis terrarum (1594)

Se considera que Malmö fue fundada entre los siglos XII y XIII, cuando la región de Escania pertenecía al reino de Dinamarca. En los años 1200 se erigió una pedanía costera entre la iglesia de Copenhague y el arzobispado de Lund. Más tarde se ordenó construir una fortaleza en el mismo punto. A partir de 1275 se podía cruzar el estrecho de Øresund por barco, lo cual impulsó el desarrollo comercial de Malmö al estar dentro de la ruta de la Liga Hanseática.
En 1319 comenzaron las obras de la Iglesia de San Pedro, la primera iglesia gótica de ladrillos dentro de las fronteras actuales de Suecia.
Ya en el siglo XV, Malmö había superado en importancia a Lund y era una de las ciudades más pobladas de Dinamarca con aproximadamente 5000 habitantes, un importante mercado y una pujante industria pesquera de arenques. Durante el reinado de Erico de Pomerania se produjo la creación de la aduana de Øresund (1429), la construcción del primer castillo de Malmö (1434) y la entrega en 1437 del escudo de armas local: una cabeza de grifo, más tarde convertida en símbolo representativo de Escania. Malmö fue también uno de los primeros lugares escandinavos que adoptó el luteranismo durante la reforma protestante.
La estructura original del castillo de Malmö fue derruida a comienzos del siglo XVI, y el rey Cristián III de Dinamarca ordenó su reconstrucción en la década de 1530. Entre 1568 y 1573, la fortaleza fue también la prisión de James Hepburn, IV conde de Bothwell, tercer marido de la reina María I de Escocia.

### Edad Moderna
Durante todo el siglo XVII, la región histórica de Skåneland en el sur de la península escandinava fue objeto de disputa entre Dinamarca y Suecia. Después de la segunda guerra sueco-danesa, el monarca Carlos X Gustavo de Suecia logró la anexión de Escania mediante el tratado de Roskilde. A partir del 28 de febrero de 1658, Malmö quedaría bajo control del reino de Suecia y se inició la asimilación cultural de toda la población. Tres meses más tarde estallaría otra guerra entre ambos reinos que concluyó en 1660 con la firma del Tratado de Copenhague (1660), certificando la soberanía sueca. En 1677, en plena Guerra Escanesa, más de 14 000 soldados daneses asediaron el pueblo fortificado durante casi un mes, pero fueron derrotados por los 2000 militares suecos que la defendían.
Los conflictos continuaron a comienzos del siglo XVIII, cuando las tropas danesas entraron en Malmö durante la Gran Guerra del Norte (1709). Un año después, el batallón sueco a cargo del general Magnus Stenbock logró expulsar a los daneses y retomar el control. Todos estos episodios, sumados a la llegada de la peste bubónica, rebajaron la población local a poco más de 300 habitantes en la década de 1720.
Las autoridades suecas asumieron la reconstrucción de Malmö cuando la situación ya se había estabilizado. Además de la inauguración de un nuevo puerto en 1775, se desarrollaron servicios básicos como escuelas, hospitales, la central eléctrica y una planta de tratamiento de aguas residuales.

### Edad Contemporánea

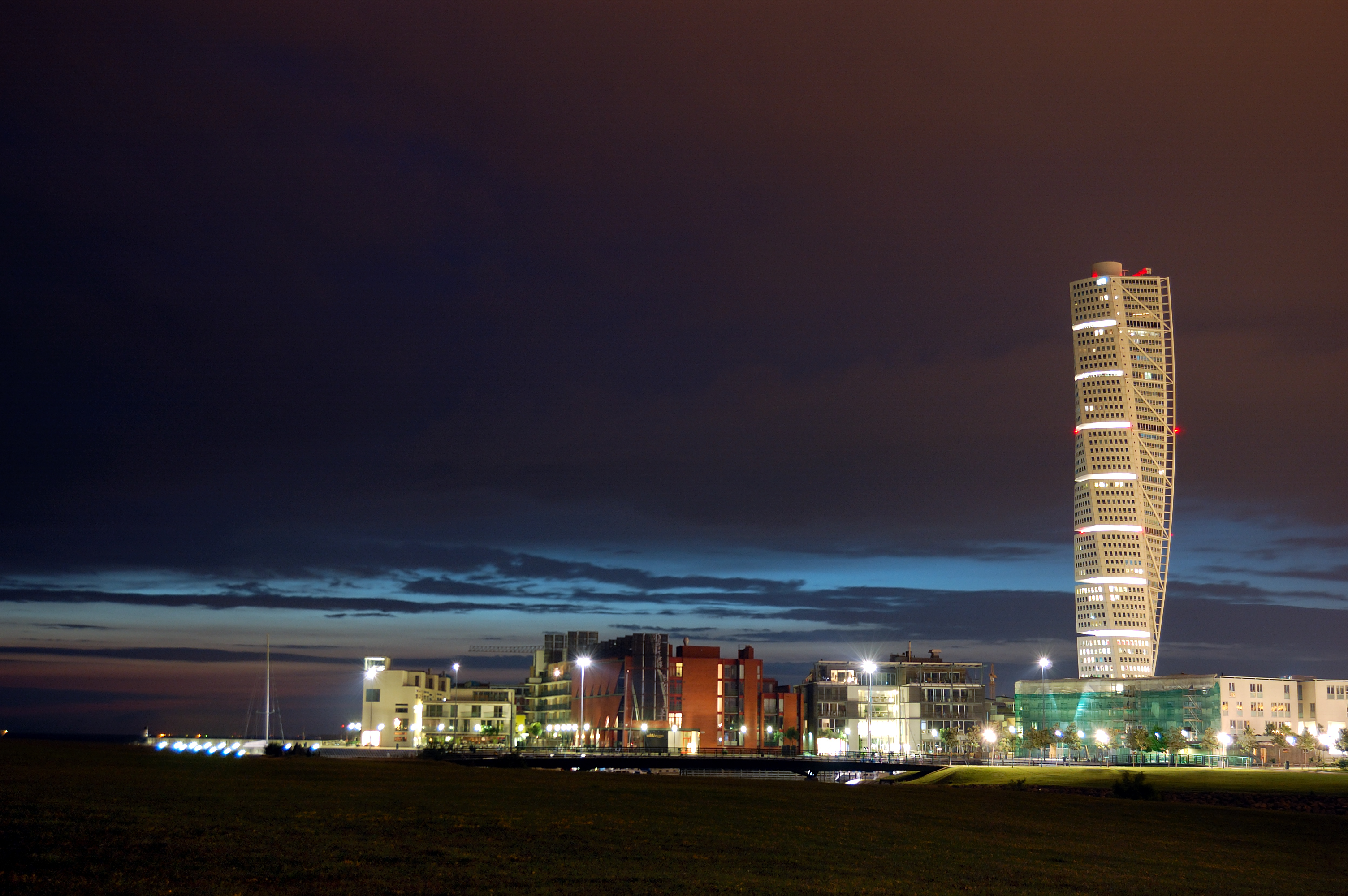
Panorámica nocturna de Västra Hamnen. A la derecha el Turning Torso.

La ciudad vivió una época de esplendor gracias al nuevo puerto y al inicio de la Revolución Industrial. Hubo dos hechos que contribuyeron a ello. Por un lado, el empresario Frans Suell se dedicó a importar tabaco de América del Norte al resto de Europa durante la Revolución de las Trece Colonias, y más tarde el puerto se explotaría como ruta de contrabando durante las guerras napoleónicas. Y por otro lado, el naviero Frans Henrik Kockum fundó el astillero Kockums Naval en 1840, lo que conllevó la especialización de Malmö en el sector industrial. Finalmente, el negocio local se vio impulsado en 1856 con la inauguración del ferrocarril entre Malmö y Lund, ampliado en 1874 hasta Katrineholm.
En 1870, Malmö había superado a Norrköping como la tercera ciudad sueca más habitada, y en 1900 su población rebasaría los 60 000 habitantes. A lo largo del siglo XX, la llegada de migrantes (suecos y extranjeros) motivó la construcción de nuevas zonas residenciales y viviendas de protección oficial repartidas por el municipio de Malmö. Todas esas casas se construyeron bajo el proyecto por el millón de viviendas.
No obstante, en la década de 1970 se produjo una grave crisis económica que afectó a los astilleros suecos. Kockums tuvo que ser rescatada por el estado, y en 1986 cesó toda la producción de barcos civiles para especializarse en buques militares, con la consiguiente destrucción de empleos. Además, muchas familias de clase media se mudaron a ciudades dormitorio como Vellinge, Lomma y Staffanstorp.
Ante esa situación, el municipio apostó por la reconversión industrial a través de dotaciones culturales, de la remodelación del barrio portuario (Västra Hamnen) y de importantes obras arquitectónicas para reducir el desempleo. Parte de los edificios del antiguo astillero fueron rehabilitados para albergar otras instalaciones, tales como el campus de la Escuela Superior de Malmö (1998). En el 2000 se inauguró el puente de Øresund que conecta a Malmö con Dinamarca a través del mar Báltico, y en 2005 se completaron las obras del Turning Torso, un rascacielos residencial de 190 metros diseñado por Santiago Calatrava. El gesto que ha confirmado la transformación de Malmö fue el desmantelamiento de la grúa Kockums en 2002. Por otra parte, el centro urbano ha vivido un proceso de gentrificación.

## Geografía

### Ubicación
Malmö está ubicada en el suroeste de Suecia, con un área total de 158,4 km² y a 12 metros sobre el nivel del mar. En lo que respecta al área metropolitana (Stormalmö), fruto de la suma de la capital y otras 10 localidades vecinas, el área total es de 2521 km². Al oeste está limitada por el estrecho de Øresund, que separa la isla danesa de Selandia de la provincia sueca de Escania. Ambas partes están conectadas hoy tanto por cauce fluvial como por el puente de Øresund.
Se considera a Malmö una ciudad bimunicipal, pues una parte de sus terrenos está dentro del pequeño municipio de Burlöv.
Una característica que ha marcado la historia de Malmö es su cercanía a Dinamarca. La distancia con Copenhague es de tan solo 44 km en carretera, y el trayecto en tren se hace en menos de media hora. Las localidades suecas más cercanas por importancia son Lund (16 km), Trelleborg (27 km) y Helsingborg (52 km), mientras que la distancia con las ciudades más pobladas es algo mayor: 242 km de Gotemburgo, 455 km de Norrköping y 513 km de Estocolmo.
La ciudad ha aprovechado su posición geográfica, junto con el acuerdo de movilidad de Schengen, para reforzar los vínculos con Dinamarca. El municipio de Malmö forma parte de la región transnacional del Øresund, que incluye tanto a Escania como a las provincias danesas de Región Capital y Selandia. Es además miembro activo de la red de ciudades Eurocities.
| Noroeste: Estrecho de Øresund | Norte: Burlöv | Noreste: Staffanstorp |
| Oeste: Estrecho de Øresund    |               | Este: Svedala         |
| Suroeste: Estrecho de Øresund | Sur: Vellinge | Sureste: Svedala      |

### Clima
Malmö presenta un clima templado oceánico (Köppen: Cfb) propio del sur de Suecia. A pesar de estar en el norte de Europa, tiene un clima más suave gracias a la corriente del Golfo y a su cercanía con el estrecho de Øresund. De igual modo, las precipitaciones son relativamente estables a lo largo del año, con una media anual de 602 mm. Hay una media anual de 1895 horas de sol: más de 17 horas en verano y menos de 7 horas en invierno.
La localidad más poblada de Escania cuenta con inviernos fríos con precipitaciones, alta posibilidad de nevadas (25 %) y temperaturas que en ocasiones pueden quedar bajo cero (-3 °C), mientras que los veranos son más cálidos que en otras regiones de Suecia, con temperaturas medias de 23 °C y máximas de 32 °C en julio, aún con posibilidad alta de precipitaciones.
| Parámetros climáticos promedio de Malmö            | Parámetros climáticos promedio de Malmö | Parámetros climáticos promedio de Malmö | Parámetros climáticos promedio de Malmö | Parámetros climáticos promedio de Malmö | Parámetros climáticos promedio de Malmö | Parámetros climáticos promedio de Malmö | Parámetros climáticos promedio de Malmö | Parámetros climáticos promedio de Malmö | Parámetros climáticos promedio de Malmö | Parámetros climáticos promedio de Malmö | Parámetros climáticos promedio de Malmö | Parámetros climáticos promedio de Malmö | Parámetros climáticos promedio de Malmö |
| Mes                                                | Ene.                                    | Feb.                                    | Mar.                                    | Abr.                                    | May.                                    | Jun.                                    | Jul.                                    | Ago.                                    | Sep.                                    | Oct.                                    | Nov.                                    | Dic.                                    | Anual                                   |
| -------------------------------------------------- | --------------------------------------- | --------------------------------------- | --------------------------------------- | --------------------------------------- | --------------------------------------- | --------------------------------------- | --------------------------------------- | --------------------------------------- | --------------------------------------- | --------------------------------------- | --------------------------------------- | --------------------------------------- | --------------------------------------- |
| Temp. máx. abs. (°C)                               | 10.6                                    | 12.5                                    | 19.5                                    | 26.2                                    | 29.6                                    | 34.0                                    | 33.2                                    | 33.6                                    | 28.0                                    | 22.8                                    | 16.5                                    | 11.9                                    | 34.0                                    |
| Temp. máx. media (°C)                              | 2.6                                     | 2.8                                     | 6.6                                     | 12.6                                    | 17.2                                    | 20.3                                    | 23.2                                    | 22.2                                    | 18.5                                    | 12.5                                    | 7.9                                     | 4.2                                     | 12.5                                    |
| Temp. mín. media (°C)                              | -1.6                                    | -1.6                                    | -0.1                                    | 3.2                                     | 7.5                                     | 10.9                                    | 13.7                                    | 13.5                                    | 10.5                                    | 6.1                                     | 3.7                                     | 0.1                                     | 5.4                                     |
| Temp. mín. abs. (°C)                               | -28.0                                   | -23.1                                   | -23.3                                   | -12.1                                   | -4.5                                    | -0.1                                    | 2.5                                     | 3.0                                     | -4.0                                    | -8.5                                    | -15.0                                   | -22.2                                   | -28.0                                   |
| Precipitación total (mm)                           | 48.5                                    | 29.8                                    | 40.1                                    | 37.6                                    | 40.6                                    | 51.5                                    | 61.2                                    | 57.6                                    | 58.7                                    | 57.1                                    | 61.4                                    | 58.1                                    | 602.3                                   |
| Fuente n.º 1: SMHI Average Precipitation 1961-1990 |                                         |                                         |                                         |                                         |                                         |                                         |                                         |                                         |                                         |                                         |                                         |                                         |                                         |
| Fuente n.º 2: SMHI Average Data 2002-2014          |                                         |                                         |                                         |                                         |                                         |                                         |                                         |                                         |                                         |                                         |                                         |                                         |                                         |

## Demografía
Con una población de 318 100 habitantes según el censo de 2015, Malmö es la tercera ciudad más poblada de Suecia, por detrás de Estocolmo y Gotemburgo, y la sexta más habitada dentro de los países nórdicos. Forma parte del área metropolitana de Malmö (Stormalmö), una de las tres áreas reconocidas en Suecia, que recoge 11 localidades del sur de Escania y más de 697 000 residentes. El municipio de Malmö cuenta con una población de 323 962 habitantes según el censo del 31 de marzo de 2016.
El desarrollo demográfico de Malmö ha estado ligado a la evolución industrial, con un gran repunte a lo largo del siglo XX y descensos poblacionales en la década de 1980 debido al creciente desempleo.
Malmö es una de las ciudades suecas con más inmigración. Aproximadamente el 31% de la población ha nacido en un país extranjero, mientras que otro 11% son suecos de padres extranjeros. Los mayores grupos de inmigrantes provienen de Irak (11 000 personas), Serbia (8179), Dinamarca (7916), Polonia (7103) y Bosnia y Herzegovina (6223). En total, en el padrón de Malmö están representadas un total de 179 nacionalidades.
Uno de cada dos habitantes de Malmö es menor de 35 años, lo que la convierte en una de las ciudades más jóvenes de Europa.
| Gráfica de evolución demográfica de Malmö entre 1900 y 2020             |
|                                                                         |
| Población de derecho según la Oficina Central de Estadísticas de Suecia |

## Organización territorial y urbanismo

### Distritos y barrios

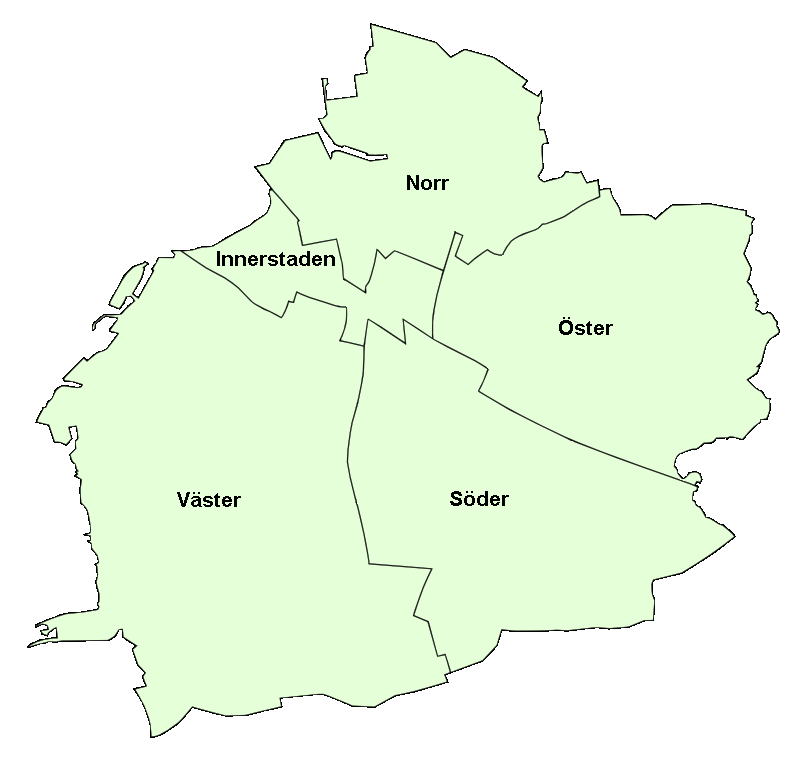
Mapa de distritos de Malmö

El municipio de Malmö es una unidad administrativa definida por fronteras geográficas, que está constituida por el centro urbano y algunas pequeñas localidades incorporadas. En todos los contextos oficiales, Malmö se autodenomina Malmö stad («la ciudad de Malmö»). Sin embargo, el término «ciudad» ha dejado de utilizarse en Suecia a nivel administrativo.
Desde el 1 de julio de 2013, el municipio está dividido en cinco distritos urbanos (en sueco, stadsområde). Cada uno de ellos se encarga de la gestión de guarderías, escuelas y centros sanitarios en sus respectivas áreas, así como del reparto de fondos para dotaciones culturales y actividades lúdicas. Los distritos son los siguientes:
1. Innerstaden: centro de la ciudad, formado por los barrios de Södra Innerstaden y Västra Innerstaden.
2. Norr: norte, formado por Centrum y Kirseberg.
3. Öster: este, formado por Husie y Rosengård.
4. Väster: oeste, formado por Hyllie y Limhamn-Bunkeflo.
5. Söder: sur, formado por Oxie y Fosie.

El área urbana de Malmö (Malmö Tatort) suele incluir también a Arlöv, un pueblo perteneciente al municipio de Burlöv, limítrofe con el distrito norte.

### Estructura urbana
El urbanismo de la ciudad ha evolucionado en función del desarrollo industrial y de la llegada de nuevos habitantes. En el casco antiguo (Gamla Staden), rodeado por un canal, pueden encontrarse los edificios más turísticos: la iglesia de San Pedro, de inicios del siglo XIV; el Castillo y el Ayuntamiento de Malmö, del siglo XVI. El centro alberga las plazas de Gustavo Adolfo, la Plaza Mayor (Stortorget) y la Pequeña Plaza (Lilla torg), así como la avenida de Södergatan.
En el siglo XX se construyeron numerosos barrios residenciales para albergar a los nuevos habitantes, en su mayoría inmigrantes. Buena parte de las casas eran de protección oficial y se enmarcaban en el «proyecto por el millón de viviendas» del gobierno sueco. Aunque existía un plan de ordenación urbana, el estilo arquitectónico varía: desde los bloques diagonales de Lönngården (años 1950) hasta los pisos altos de los distritos de Fosie y Rosengård.
La recesión económica de los años 1980 ha hecho que el municipio impulse la recuperación de zonas abandonadas, especialmente el puerto de Malmö. Prueba de ello han sido la apertura de la Escuela Superior de Malmö, aprovechando antiguos edificios portuarios, y la inauguración del rascacielos Turning Torso en las proximidades. A partir del siglo XXI se ha impulsado el desarrollo sostenible y la creación de zonas verdes.

## Economía

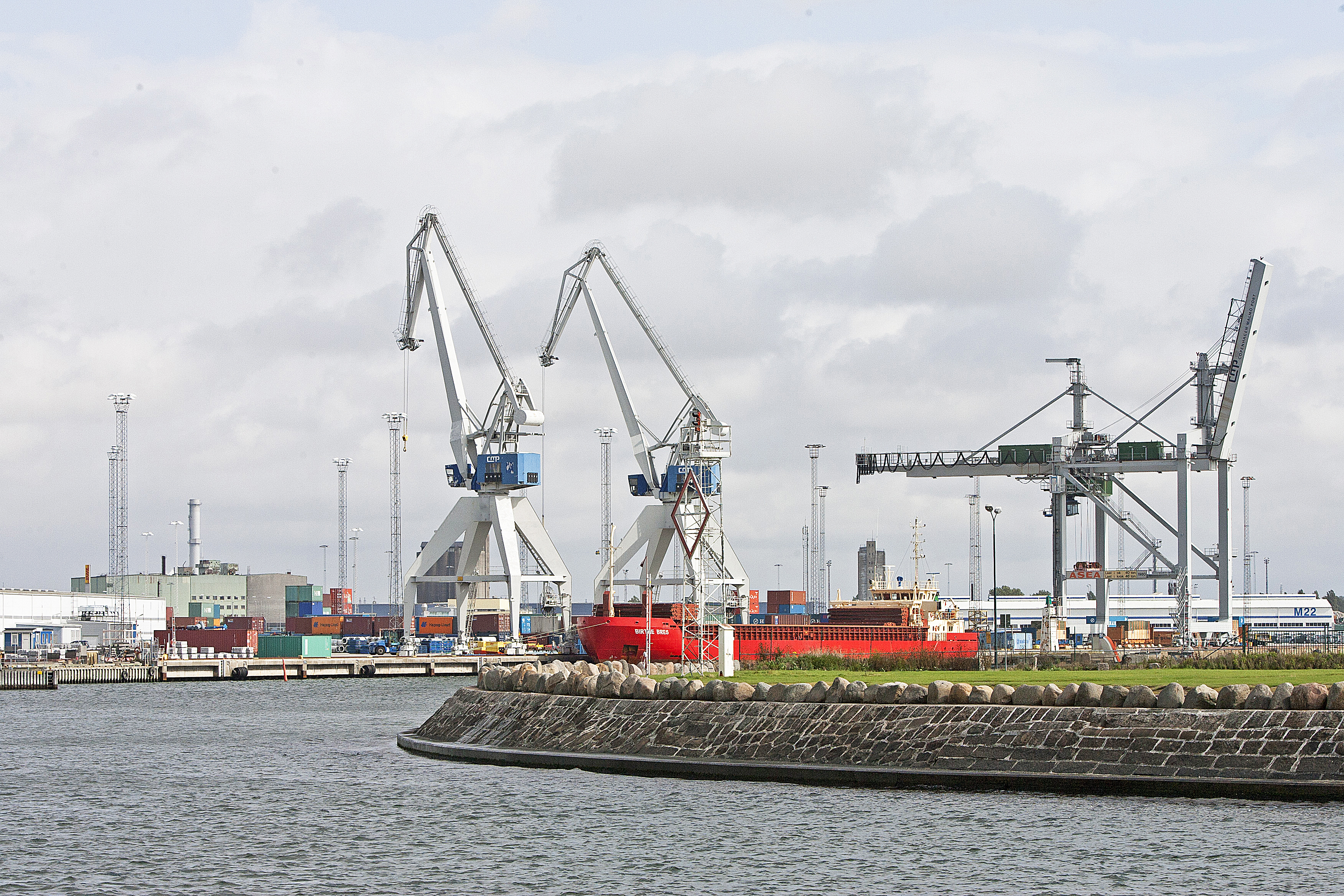
Exterior del puerto de Malmö

La economía de Malmö se apoya en tres sectores: la industria, la logística y la investigación y desarrollo. Desde el siglo XIX la ciudad creció en torno a la actividad exportadora del puerto, con la apertura de los astilleros navales de Kockums, la constructora Skanska y la mina de caliza al aire libre de Limhamns. No obstante, el cierre de la astillería civil en la década de 1980 y de las minas en 1994 motivó una depresión económica y la posterior reconversión industrial, basada en la remodelación de las zonas portuarias, la apertura de la Escuela Superior de Malmö y la inauguración del puente de Øresund. Desde la década de 2000 se ha incidido en la apertura de pymes, el desarrollo sostenible y la investigación, desarrollo e innovación.
A pesar de todo, Malmö presenta un porcentaje de desempleo superior a la media nacional. En 2015 fue del 15 %, frente al 8,5 % de toda Suecia.
La apertura del puente que une Copenhague y Malmö, tanto por autovía como por vía férrea, ha sido vital para la recuperación económica. Aproximadamente un 10 % de los malmoguienses trabajan en Dinamarca, algo posible gracias al acuerdo de Schengen, y se ha creado una región geoeconómica binacional (Región del Øresund) cuyo objetivo es dinamizar el desarrollo de ambas ciudades.
El puerto de Malmö (en sueco: Malmö hamn) está gestionado desde 2001 por la sociedad Copenhague Malmö Port (CMP), de forma conjunta con el puerto de Copenhague. La localidad sueca mantiene así el mayor embarcadero de los países nórdicos y bálticos para la importación de automóviles.
El 25 de octubre de 2012 se inauguró el centro comercial Emporia, uno de los más grandes de Escandinavia.

## Turismo

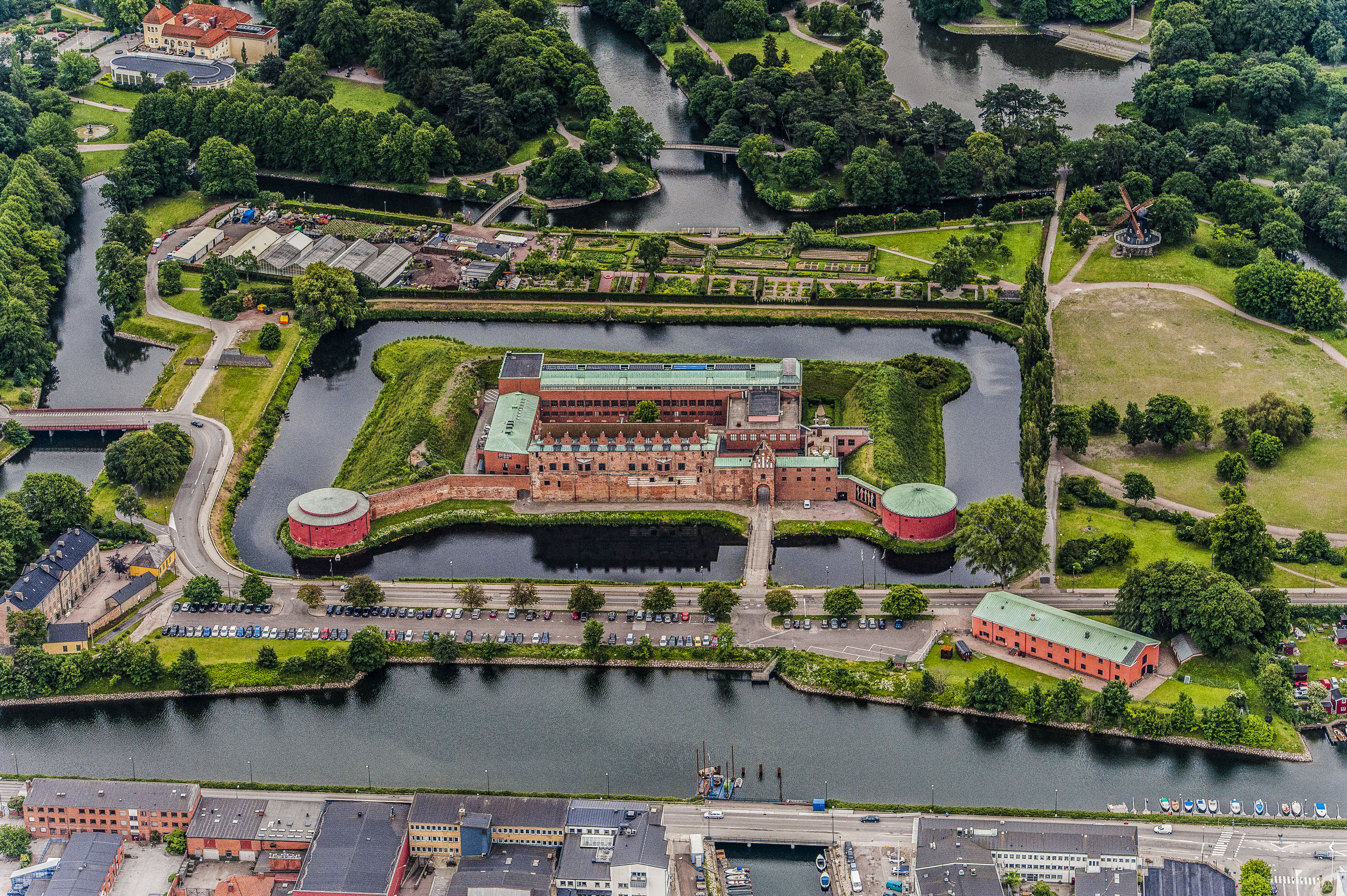
Vista aérea del castillo de Malmö

Desde el siglo XXI, Malmö ha reforzado su imagen turística y cosmopolita gracias a la transformación de las antiguas zonas portuariuas y a la apertura del puente de Øresund.
El castillo de Malmö (Malmöhus), reconstruido en la década de 1530, es el símbolo de la ciudad. Antiguamente usado como fortaleza y como prisión, hoy en día es un museo rodeado por canales de agua y por el parque Slottsträdgården. No obstante, el edificio más antiguo es la iglesia de San Pedro, construida en 1319 como la primera iglesia gótica de ladrillos dentro de las fronteras de Suecia
El casco antiguo de la localidad se vertebra en torno a dos plazas: Stortorget, presidida por el edificio del ayuntamiento, y Lilla torg, epicentro de la vida nocturna local. Ambas están conectadas entre sí, esquina con esquina. La avenida de Södergatan, con numerosas tiendas y restaurantes, asciende desde Stortorget hasta la plaza más grande de la ciudad, la de Gustavo Adolfo, nombrada así en honor al rey Gustavo IV Adolfo de Suecia. Más al sur, en el distrito de Möllevången, se encuentra la plaza de Möllevångstorget, famosa por sus zonas de ocio, sus mercados y su atmósfera intercultural.
Västra Hamnen, el puerto occidental, ha sido transformado en una zona residencial tras el cierre de las fábricas por la crisis económica de los años 1970. Está considerado un ejemplo de desarrollo sostenible y alberga instalaciones de la Escuela Superior de Malmö, centros comerciales, un paseo marítimo y el rascacielos Turning Torso, diseñado por el arquitecto español Santiago Calatrava. Además, el lugar ofrece una panorámica del puente de Øresund, que conecta con Copenhague (Dinamarca).
Malmö cuenta con 16 parques públicos en el centro urbano y sus proximidades. El más importante es Folkets Park, abierto al público en 1891 y considerado el más antiguo de Suecia. Además de ser un área de recreo puede albergar conciertos, ferias y eventos especiales. Otros parques reseñables son Slottsparken; el jardín orgánico de Slottsträdgården, en las proximidades del Castillo de Malmö; Pildammsparken, con sus 45 hectáreas de paisaje natural, y Kungsparken.
La playa de los malmoguienses es Ribersborg, a solo dos kilómetros del centro, que cuenta con locales recreativos y una casa de baños al aire libre (Ribersborg Kallbadhus). Igualmente, se han rehabilitado las calas de Sibbarp (al oeste) y de Klagshamn (al sur).

## Educación e investigación

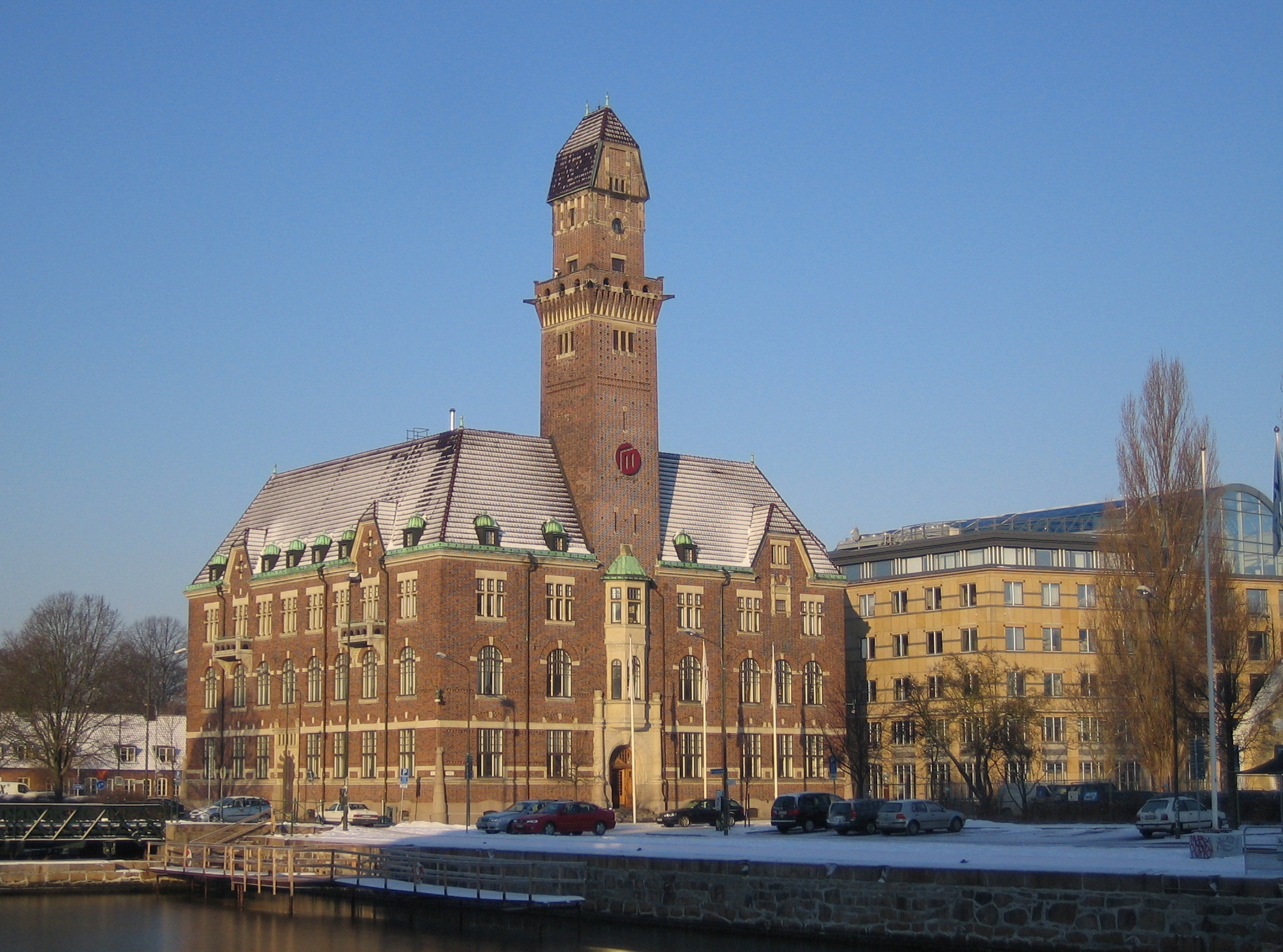
Edificio principal de la Escuela Superior de Malmö

Malmö es la principal localidad de Escania y del sur de Suecia en número de centros educativos, con una amplia oferta de guarderías, colegios, institutos y escuelas de educación especial. Las competencias en primaria (7 a 16 años) y secundaria (16 a 19 años) corresponden a las diferentes administraciones del país, y la mayoría de los centros son públicos.

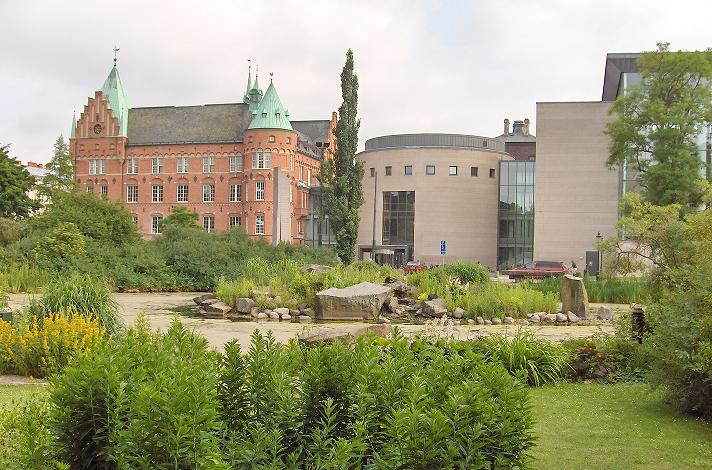
Biblioteca de la ciudad de Malmö

En 1905 se inauguró la Biblioteca de la Ciudad de Malmö (Malmö stadsbibliotek), que desde 2005 cuenta con un nuevo edificio diseñado por el arquitecto danés Henning Larsen. Se trata de una de las bibliotecas más grandes de Suecia, pues acumula un fondo documental con 500 000 referencias, en su mayoría libros pero también archivos multimedia. Además, fue la primera biblioteca sueca que permitió alquilar videojuegos.
En lo que respecta a la educación superior, en 1998 se fundó la Escuela Superior de Malmö (en sueco, Malmö högskola) que forma parte de la red de escuelas superiores de Suecia. Cuenta con unos 900 trabajadores y más de 24 000 estudiantes de grado y posgrado. Algunas de sus titulaciones se imparten en inglés para atraer a estudiantes extranjeros.
No obstante, la universidad más prestigiosa de Escania es la Universidad de Lund (Lunds Universitet), en la ciudad homónima. Fue inaugurada en 1666, tiene más de 44 000 estudiantes matriculados y dispone de ocho facultades. Malmö aloja la Facultad de Artes Escénicas, compuesta por tres centros: Academia de las Artes, de la Música y del Teatro.
Además, ambas ciudades comparten actividades de la Facultad de Medicina. La universidad se encuentra a tan solo 15 minutos de distancia en tren y a 20 minutos en coche.
Por otra parte, la sede de la Universidad Marítima Mundial (World Maritime University) de Naciones Unidas está situada en Malmö. El centro funciona bajo la supervisión de la Organización Marítima Internacional y los suecos disponen del campus principal, mientras que las dos facultades restantes están en Dalian y Shanghái (China). Cada año, más de 100 estudiantes participan en cursos profesionales relativos a seguridad marítima.

## Cultura

### Arte y espectáculos

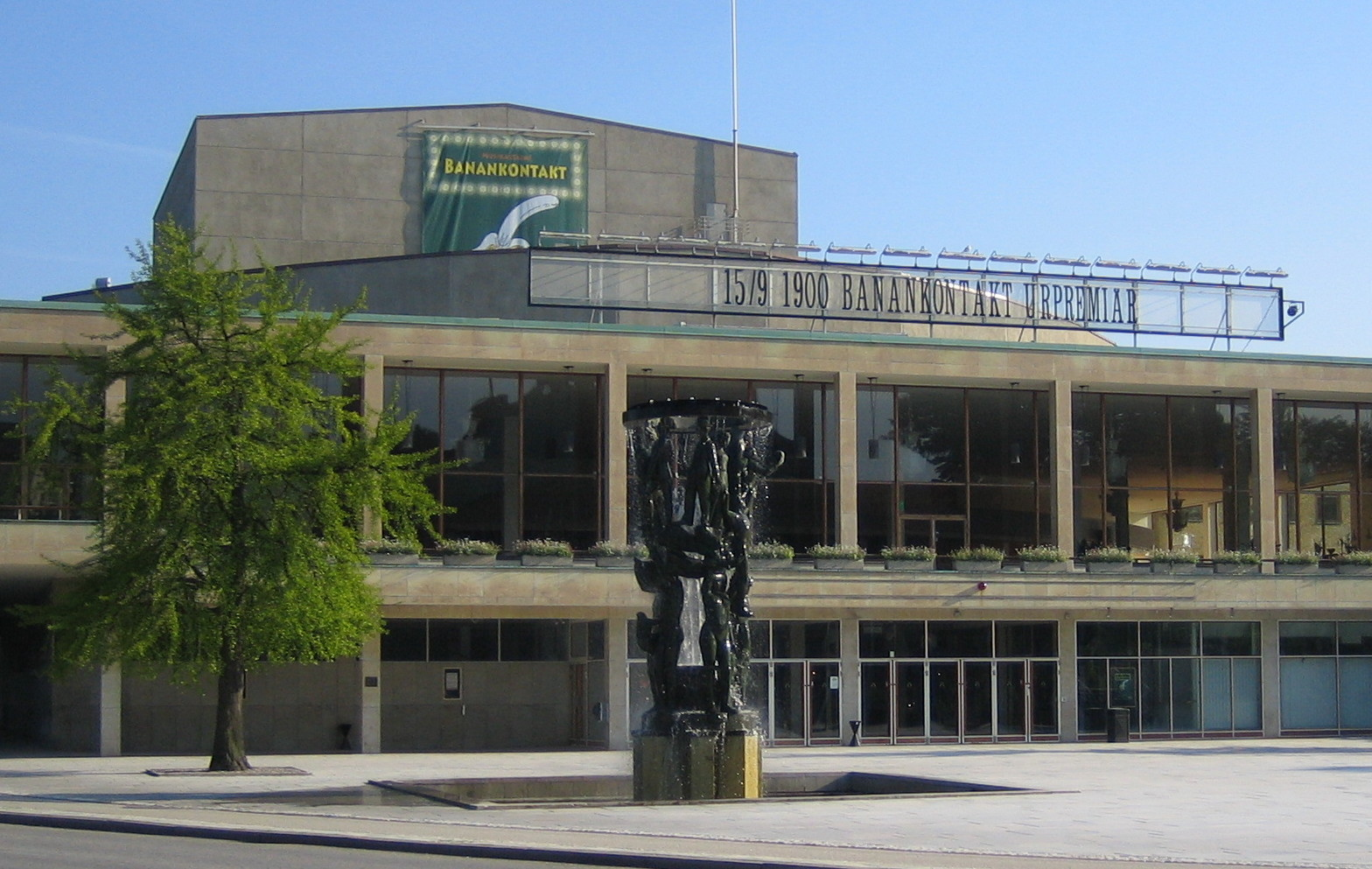
Fachada del Teatro Municipal de Malmö

En 1944 se inauguró uno de los símbolos culturales de Malmö, el Teatro Municipal (Malmö Stadsteater), bajo diseño del arquitecto Sigurd Lewerentz. Desde 1993 está dividido en tres salas: el Teatro Dramático (Dramatiska Teater), la Ópera de Malmö (Malmö Opera) y el Teatro de Danza (Skånes Dansteater). Mientras el Teatro Dramático está controlado por el municipio, la gestión de las dos últimas salas corre a cargo del Consejo Regional de Escania (Region Skåne).
En la década de 1950, Ingmar Bergman fue director del Teatro Municipal y muchos de sus actores, como Ingrid Thulin y Max von Sydow, debutaron en esa sala antes de triunfar a nivel internacional. Más tarde la programación estuvo controlada por otros directores de prestigio como Staffan Valdemar Holm y Göran Stangertz.
Malmö tiene además una notable escena musical. Los miembros de The Cardigans se conocieron y grabaron allí sus primeros discos, al igual que The Ark. Además, barrios como Rosengård fueron uno de los primeros lugares suecos donde se introdujo el hip hop. Entre los artistas internacionales que han actuado alguna vez en Malmö, destacan The Rolling Stones (European Tour 1970), Morrissey, Nick Cave y B. B. King.

### Museos

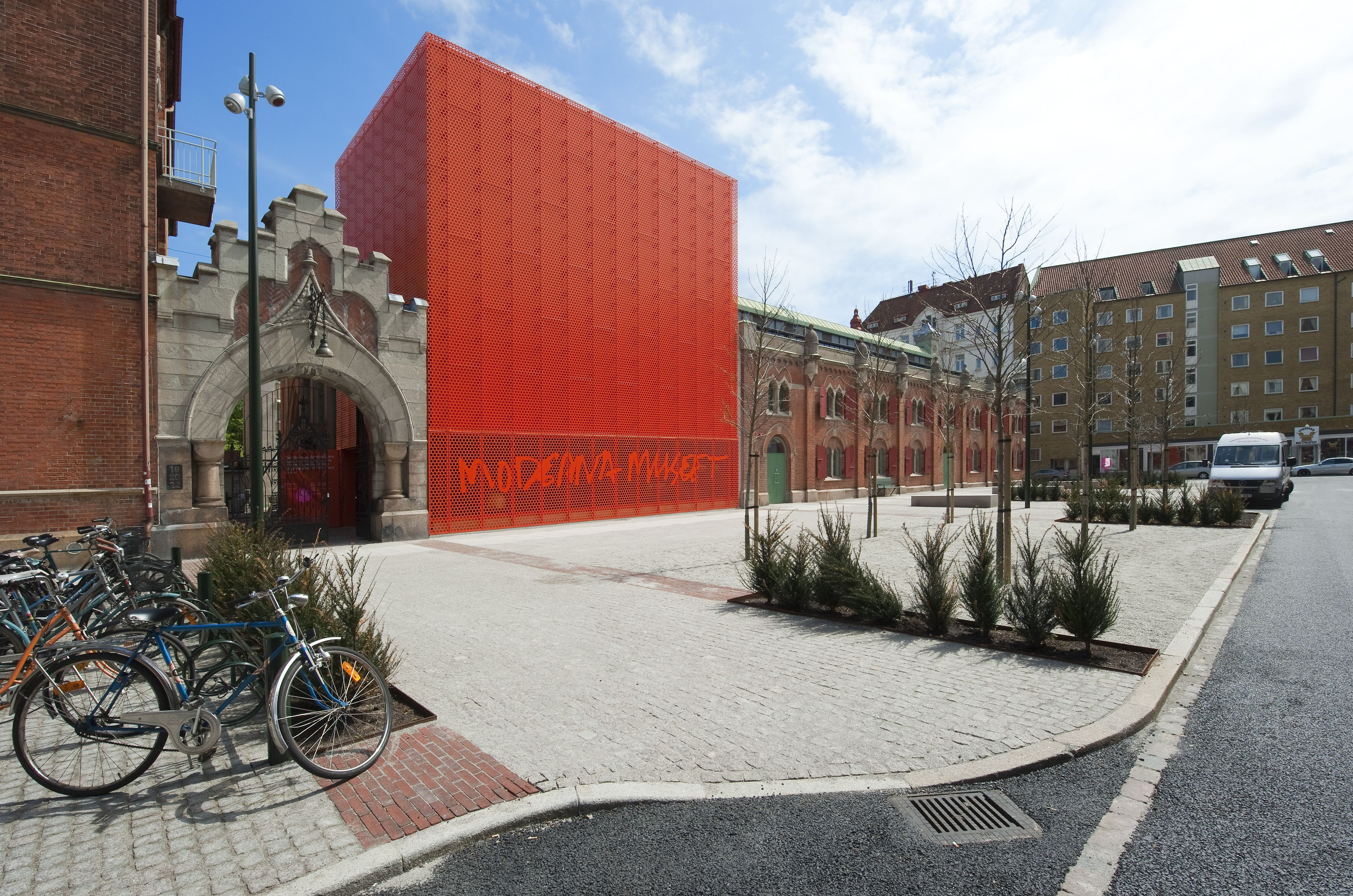
Museo de Arte Moderno de Malmö

El Museo de Malmö (Malmö Museer) está ubicado en el castillo de Malmö de la calle Malmöhusvägen, en pleno centro histórico, y se especializa en historia local. Dentro del recinto se albergan diversas exhibiciones: el museo de historia local, el de objetos militares y el de historia industrial de Escania.
Al oeste del castillo está el Museo de Tecnología y Marítima. Entre las numerosas atracciones para turistas, hay un submarino reconvertido en sala de exhibiciones, el Submarino U3, en el que se explica el papel de la industria naval y de Suecia durante la Segunda Guerra Mundial.
En diciembre de 2009 fue inaugurado el Museo de Arte Moderno de Malmö (Moderna Museet Malmö), una delegación del museo homónimo de Estocolmo, sobre el edificio que anteriormente albergaba el Centro Rooseum de Arte. La colección está especializada en arte contemporáneo y cuenta con obras de Pablo Picasso, Niki de Saint Phalle, Salvador Dalí, Henri Matisse y Robert Rauschenberg entre otros artistas. Además, se programan exposiciones con carácter temporal y numerosos ciclos divulgativos.
La sala de exhibiciones Malmö Konsthall, abierta desde 1975, está en pleno centro. Su entrada es gratuita y cada año atrae a más de 200 000 visitantes.

### Eventos
El festival cultural más importante es el Malmöfestivalen, celebrado cada año desde 1985 en la tercera semana de agosto. Durante siete días, las calles de la ciudad se convierten en un escenario para la promoción gratuita de las artes escénicas. Entre otras actividades se programan conciertos, teatro, exhibiciones y ferias gastronómicas.
En lo que respecta a festivales de cine, Malmö cuenta con tres: el BUFF Filmfestival de cine infantil (marzo), el Nordisk Panorama de documentales y cortometrajes (septiembre) y el Malmö Arab Film Festival de cine árabe (octubre). Y en cuanto a eventos musicales, destacan el Sommarscen Malmö (verano) y el Big Slap de música electrónica (agosto). Malmö es además una de las subsedes habituales del Melodifestivalen, el concurso de música pop y schlager más importante de Suecia.
Malmö ha sido sede del Festival de la Canción de Eurovisión en tres ocasiones: 1992 (en Malmö isstadion), 2013 (en Malmö Arena)y 2024 (en Malmö Arena).
Uno de los primeros eventos organizados en la ciudad fue la Exhibición Báltica de 1914 (Baltiska utställningen), en el que se expusieron muestras representativas de la industria y cultura de cuatro países del Mar Báltico: Suecia, Dinamarca, Alemania y Rusia. Durante la celebración se construyeron dotaciones que continúan en uso, tales como el parque público Pildammsparken. Debido al estallido de la Primera Guerra Mundial, la exhibición fue cancelada antes de tiempo y Malmö terminó quedándose obras de arte rusas porque la Unión Soviética, surgida en 1917, nunca llegó a reclamarlas.

### Religión

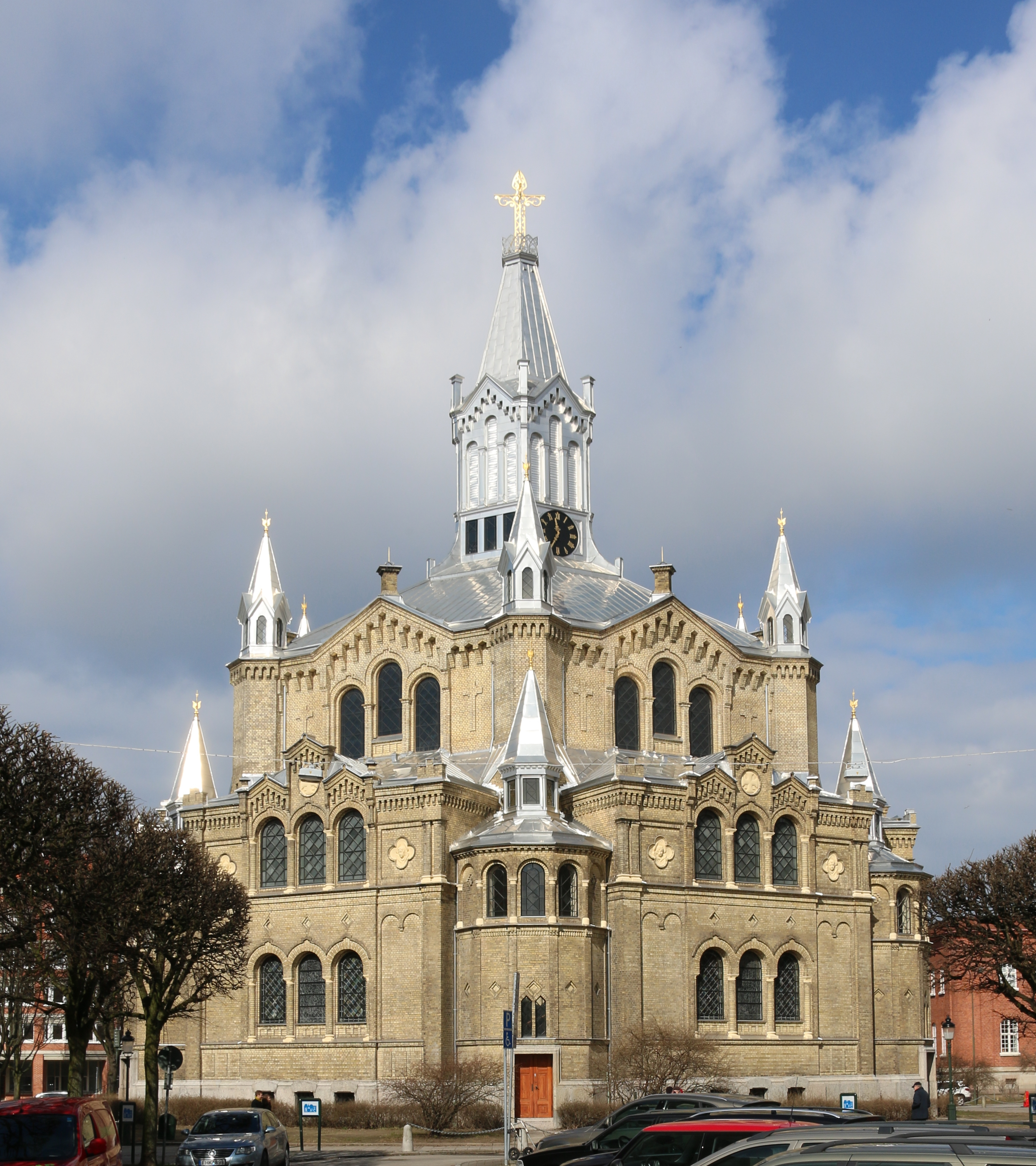
La Parroquia de St. Pauli

La religión mayoritaria del país es la iglesia luterana sueca, y en Malmö pueden encontrarse cerca de 25 iglesias y 17 parroquias adscritas a esta convicción. La más importante es la iglesia de San Pedro, de estilo gótico y construida en 1319, a las que siguen en importancia la parroquia de Sankt Pauli (1882) y la de St. Johannes (1906). También se halla en la ciudad la Iglesia de Nuestro Salvador.
En cuanto a la iglesia católica, Malmö albergó la construcción de la primera parroquia después de la reforma protestante, inaugurada en 1872. No obstante, dicho templo ya no existe. Hoy en día hay dos parroquias católicas.
La sinagoga de Malmö está ubicada en el centro urbano. Construida en 1903, presenta elementos distintivos del modernismo y ha sido restaurada en numerosas ocasiones. Por su parte, la mezquita de Malmö está situada en Rosengård y fue abierta en 1984 para la comunidad musulmana. Hay también iglesias libres como Immanuelskyrkan (iglesia de Emmanuel), los bautistas y los pentecostales.

### Gastronomía
La gastronomía malmoguiense forma parte de la gastronomía sueca. El plato más característico es el spettekaka, un postre escanio que significa «tarta espetada» y que se hace con una masa de huevo, almidón de patata y azúcar puesta en un pincho y cocinada girándola sobre el fuego. El resultado es un pastel muy seco y crujiente, por lo que suele tomarse con una taza de café o una copa de vino. Otros platos tradicionales son el äggakaga (similar al panqueque, aunque con más huevos y harina) y las carnes de anguila y ganso. Es tradicional que el 10 de noviembre, víspera de San Martín, se consuma un banquete a base de ganso (gåsamiddag) compuesto por sopa negra (svartsoppa) y un ganso relleno con manzanas y ciruelas. Por influencia de la comunidad inmigrante, también se ha hecho célebre el faláfel (croquetas de garbanzos).
Malmö cuenta con tres restaurantes en la Guía Michelin: Ambiance à Vindåkra, Bloom in the Park y Vollmers, con una estrella cada uno. Además, el restaurante de cocina vanguardista Bastard, en el centro de la ciudad, es uno de los más populares en el ámbito escandinavo.

### Medios de comunicación
En la ciudad está la sede del periódico Sydsvenskan, fundado en 1870 y perteneciente al grupo Bonnier. Con una circulación diaria de 130 000 ejemplares y una línea editorial liberal, se trata de una cabecera generalista que presta especial atención a las noticias del sur de Suecia. El tabloide Expressen tiene una edición propia para la región, Kvällsposten. El resto de diarios con sede en Malmö son los regionales Skånska Dagbladet y ETC Malmö.
La radio pública Sveriges Radio cuenta con una emisora regional propia del municipio, P4 Malmöhus, mientras que Sveriges Television y el canal privado TV4 tienen en Malmö una delegación regional.

## Deportes

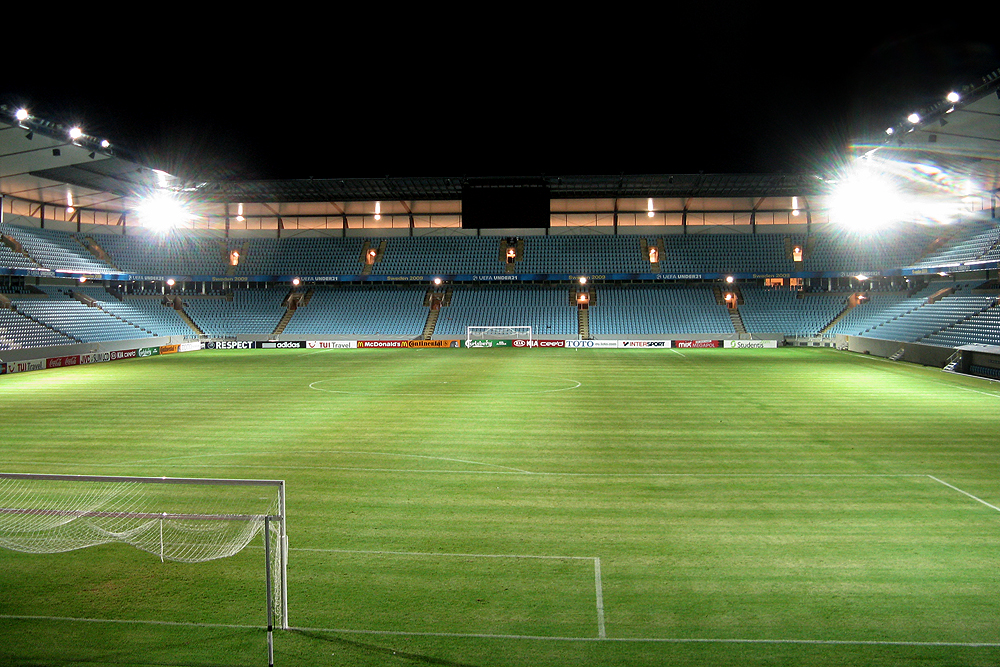
Interior del Swedbank Stadion

El deporte más popular en Malmö es el fútbol, y su equipo más representativo el Malmö Fotbollförening, fundado en 1910, que compite en la máxima división nacional. La entidad vivió su mejor época en la década de 1970, cuando ganaron cinco campeonatos de liga y llegaron a la final de la Copa de Europa de 1978/79, perdida frente al Nottingham Forest. Pese a ello, es el único club sueco que ha logrado disputar la final. Hoy en día siguen siendo una de las entidades más potentes del país; de su cantera han surgido estrellas internacionales como Krister Kristensson, Staffan Tapper, Erik Nilsson, Bo Larsson, Markus Rosenberg y Zlatan Ibrahimović. Tiempo atrás compartió categoría con el otro equipo de la ciudad, el IFK Malmö, que se encuentra hoy en las divisiones regionales.
En cuanto al fútbol femenino, el FC Rosengård se fundó en 1970 como sección femenina del Malmö FF y desde 2013 tiene identidad propia, al trasladarse al barrio de Rosengård.
El hockey sobre hielo es también muy popular, al igual que en el resto del país. El equipo representativo es Malmö Redhawks, creado en 1947 como sección deportiva del Malmö FF e independiente desde 1972. Malmö cuenta también con clubes profesionales en balonmano (HK Malmö) y baloncesto (Malbas BBK). En deportes individuales, hay practicantes de atletismo, bádminton y artes marciales, entre los que destaca Ilir Latifi (UFC).
Respecto a las instalaciones, el principal campo de fútbol es el Nuevo Estadio de Malmö, conocido por razones de patrocinio como Swedbank Stadion. Inaugurado en 2009, dispone de aforo para 24 000 espectadores, está catalogado por la UEFA como «campo de categoría 4» y además de los partidos del Malmö FF, ha sido sede de la Eurocopa Sub-21 de 2009. El Stadion sustituyó al antiguo Estadio de Malmö, con capacidad para 26 000 espectadores. Tiempo atrás ha acogido eventos de primer nivel como la Copa Mundial de Fútbol de 1958 y la Eurocopa 1992, aunque se espera su demolición en un futuro próximo.
El principal recinto multiusos es Malmö Arena, inaugurado en 2006 y con capacidad para 13 000 espectadores. Ha albergado la final del Campeonato Mundial de Balonmano Masculino de 2011 y es también el escenario más utilizado para celebrar grandes conciertos. Otros polideportivos son Malmö Isstadion, especializado en deportes de invierno, y Baltiska hallen.
El club de golf de Malmö Burlöv, al este de la localidad, fue abierto en 1981 y tiene 27 hoyos.

## Transporte

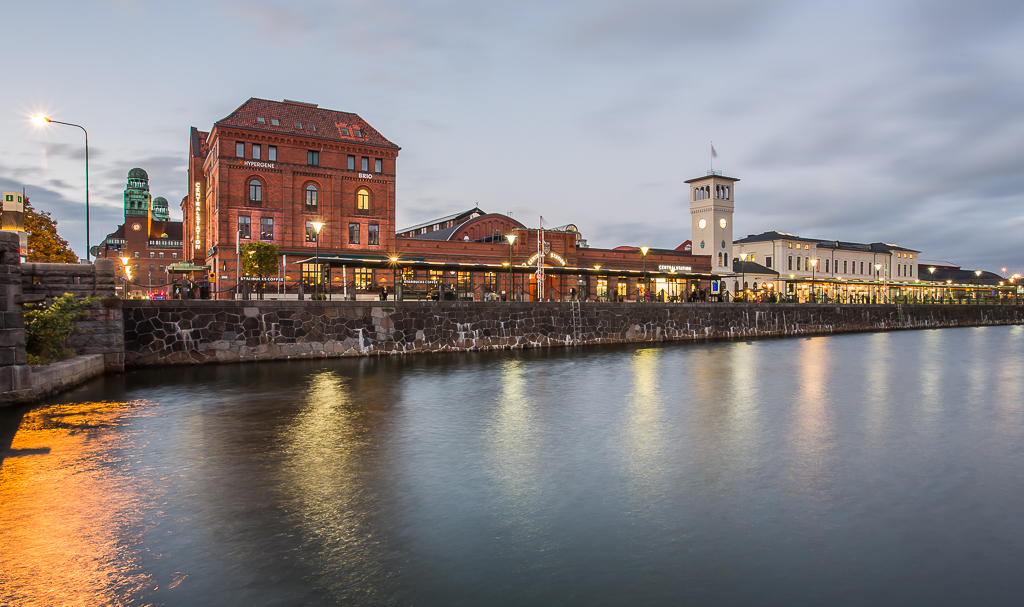
La estación central de Malmö

Malmö está conectada tanto a la red de transportes de Suecia como a la de Dinamarca, a través del puente de Øresund que administran ambos estados. El acuerdo de Schengen supone la eliminación de los controles en las fronteras y la libertad de movimientos dentro de la Unión Europea.
En lo que respecta al tránsito de vehículos, Malmö está atravesada por dos líneas de la Red de Carreteras Europeas: la E 20, que cruza el puente de Øresund, y la E 6 que atraviesa Escandinavia desde Trelleborg hasta Kirkenes (Noruega). Además, se puede acceder con facilidad a la línea E 22 que lleva a Lund, Karlskrona y Norrköping.
Malmö tiene 410 kilómetros de ciclovía. Se estima que el 40% de los desplazamientos urbanos se hacen en bicicleta.

### Transporte urbano
La estación central de Malmö (Malmö centralstation) fue inaugurada en 1856 y cada año transporta a más de 17 millones de pasajeros, lo que la convierte en la tercera con más tráfico de pasajeros de Suecia. Además se ocupa del transporte de mercancías, ubicándose en el mismo emplazamiento que el puerto de Malmö. Desde 2011 está conectada por tren de alta velocidad con la estación de Copenhague a través del City Tunnel, un carril subterráneo que se dirige al puente de Øresund. Samt Malmö Ringen/Pendlen på nybyggda stationen Rosengård. Resterande Station Svågertorp-Persborg och Östervärn.
El trayecto en tren de Malmö a Estocolmo dura cuatro horas, hay 10 viajes a diario y el servicio está cubierto con trenes X 2000 y con la red internacional InterCity.
El transporte público es una competencia regional gestionada por Skånetrafiken. La empresa fue fundada en 1999 al unir los servicios de Malmö y Kristianstad. Actualmente gestiona una red de autobuses (Skånebuss) y un servicio ferroviario (Pågatågen).

### Transporte aéreo

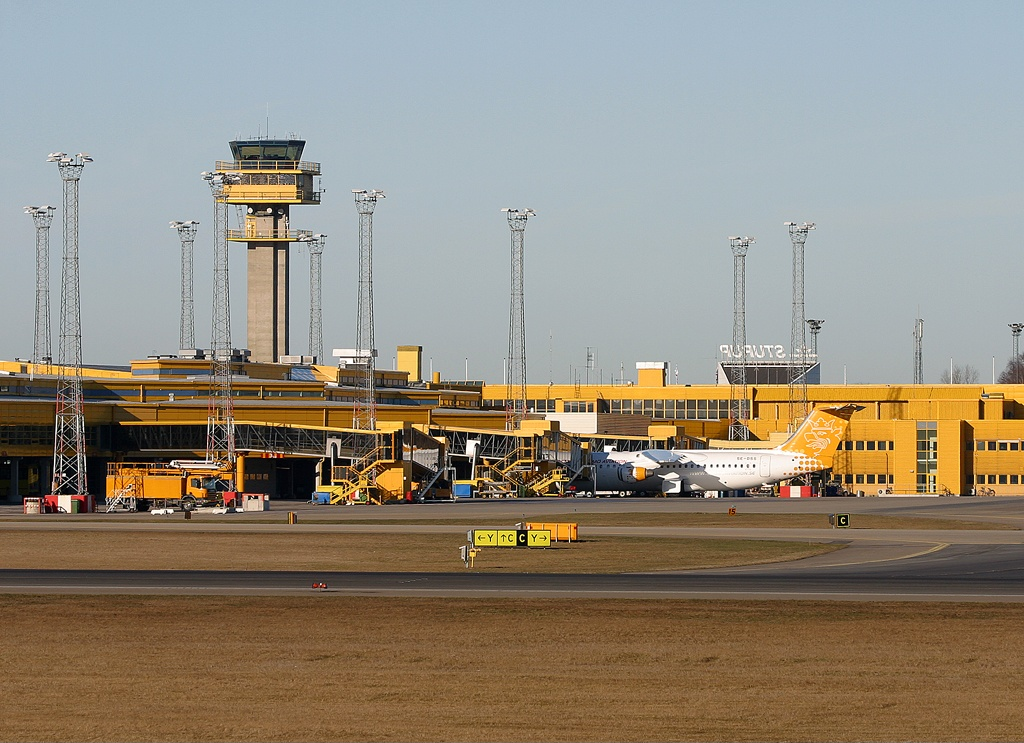
El aeropuerto de Malmö se encuentra a 28 km de la ciudad.

El aeropuerto de Malmö (IATA: MMX) es el aeródromo que cubre al sur de Suecia. A pesar de su nombre, está ubicado realmente en Svedala, una localidad a 29 km de distancia al este. Se utiliza en su mayoría para viajar a Estocolmo (Arlanda y Bromma) y para vuelos chárter, aunque la aerolínea de bajo coste Wizz Air opera vuelos internacionales a Europa del Este.
La mayoría de turistas utilizan el Aeropuerto de Copenhague-Kastrup (IATA: CPH), dada la cercanía entre ambas urbes y el mayor tráfico del aeródromo danés. El resto del trayecto puede hacerse en autobús o tren.

## Ciudades hermanadas
El municipio de Malmö está hermanado con las siguientes ciudades, ordenadas por año de colaboración:
- Vaasa, Finlandia (1940)
- Varna, Bulgaria (1987)
- Tangshan, China (1987)
- Port Adelaide, Australia (1987)
- Florencia, Italia (1989)
- Tallin, Estonia (1989)
- Szczecin, Polonia (1990)
- Stralsund, Alemania (1991)
- Newcastle, Reino Unido (2003)